# Хенсън (група)
Вижте пояснителната страница за други значения на Хенсън.
Хенсън (на английски: Hanson) е американска поп рок група от Оклахома, формирана от братята Исак (китара, бас, пиано, вокали), Тейлър (клавишни, пиано, китара, барабани, вокали) и Зак (барабани, пиано, китара, вокали). Носещи като членове включват Димитрес Колинс (клавишни, китара) и Андрю Перуси (бас), които са на турне и на живо с групата от 2007 г. насам. Те стават известни с песента MMMBop от 1997 г. и включена в основния им дебютен албум Middle of Nowhere, който им печели три номинации за Грами. Въпреки огромния търговски успех на албума, групата страда от сливането, че елиминира техния лейбъл Mercury Records. Групата се мести в Island Def Jam Music Group, който в крайна сметка напускат след конфликт с музикалната компания. Хенсън са продали общо над 16 милиона копия в целия свят, 8 топ 40 албума и 6 топ 40 сингъла САЩ, както и 8 топ 40 сингъла във Великобритания. Групата записва под собствен лейбъл 3CG Records.

## Дискография

### Студийни албуми
- Middle of Nowhere (1997)
- Snowed In (1997)
- This Time Around (2000)
- Underneath (2004)
- The Walk (2007)
- Shout It Out (2010)
- Anthem (2013)

### Други албуми
- Boomerang (1995)
- MMMBop (1996)

### Live албуми
- Live from Albertane (1998)
- The Best of Hanson: Live & Electric (2005)
- Middle of Nowhere Acoustic (2007)

### Компилации
- 3 Car Garage (1998)
- MMMBop: The Collection (2005)

### EP албуми
- Underneath Acoustic (2003)
- Stand Up, Stand Up (2009)

### Сингли
- MMMBop (1997)
- Where's the Love (1997)
- I Will Come to You (1997)
- Weird (1998)
- Thinking of You (1998)
- Gimme Some Lovin' (1999)
- This Time Around (2000)
- If Only (2000)
- Penny & Me (2004)
- Lost Without Each Other (2004)
- Someone (Laissons nous une chance) (2005)
- Great Divide (2006)
- Go (2007)
- Thinking 'Bout Somethin' (2010)
- Furry Walls (2010)
- Give a Little (2011)
- Get the Girl Back (2013)
- Finally It's Christmas (2017)
- String Theory (2018)
- Against the World (2021)
- Red Green Blue (2022)

### Видео албуми
- At the Fillmore (2001)
- Underneath Acoustic Live (2004)

## Турнета
- Albertane Tour (1998)
- This Time Around World Tour (2000)
- Underneath Acoustic Tour (2003)
- Underneath Tour (2004)
- Live and Electric Tour (2005)
- The Walk Tour (2007)
- The Walk Around The World Tour (2008)
- Use Your Sole Tour (2009)
- Shout It Out Tour (2010)
- The Musical Ride Tour (2011)
- Shout It Out World Tour (2011 – 2012)
- Anthem World Tour (2013)
- Roots & Rock 'N' Roll Tour (2015)

1. ↑  Silvia Pingitore. From the 1997 world hit MMMBop to 30 years in music: interview with Hanson